# Lista Pannella
La Lista Pannella (Lista Pannella) fue una lista electoral italiana de ideología libertaria activa durante los años 90. Tomaba su nombre por Marco Pannella, líder del Partido Radical entre 1963 y 1989.
Cuando el Partido Radical decidió transformarse en el Partido Radical Transnacional, una ONG en apoyo de los derechos humanos en 1989, sus miembros fueron libres de unirse a las listas de partidos que eligieran. Varios se unieron a los Verdes Arcoiris, como Francesco Rutelli, y otros impulsaron la Lista Referéndum Sí, mientras que la mayor parte de ellos se unió a Pannella presentándose a las elecciones italianas entre 1992 y 1999 con listas electorales con diversos nombres: Lista Pannella , Lista Pannella-Rifomatori o Lista Pannella-Sgarbi.
La lista hizo su primera aparición en las elecciones generales de 1992, logrando un 1,2% de los votos, mientras que la Lista Referéndum Sí obtuvo el 0,8%. El Partido Radical históricamente había sido considerado como el más fuerte movimiento político libertario de izquierda en Italia, pero cuando Silvio Berlusconi entró en la arena política en 1994 Pannella decidió apoyar su políticas liberales, aunque de forma crítica y sin involucrarse directamente en sus gobiernos de centro-derecha, con la esperanza de una "revolución liberal" frente al conservador y estatista establishment político, representado tanto por los antiguos partidos de centro-derecha y de centro-izquierda.
En las elecciones generales de 1994 Lista Pannella obtuvo un 3,5% de los votos (a pesar de no estar presente en algunas regiones claves), y 6 diputados y 2 senadores en alianza el Forza Italia, el partido de Berlusconi. La complicada relación entre los radicales y Berlusconi, entre cuyos aliados había grupos sociales conservadores que opuestos a los radicales, terminó pronto, aunque sin dejar los radicales de ser vocalmente críticos con las políticas de la izquierda. Como resultado, desde 1996 los radicales no formaron parte de ninguna coalición mayor.
La Lista Pannella fue reemplazada por la Lista Bonino en las elecciones al Parlamento Europeo de 1999, liderada por Emma Bonino, una líder radical que había sido miembro de la Comisión Europea entre 1995 y 1999 de la mano de Berlusconi.